# 오야마시
오야마시(일본어: 小山市)는 일본 도치기현 남부에 있는 시이다. 인구는 약 16만 명으로 2005년 12월에 아시카가시를 제치고 우쓰노미야시에 이어 도치기현에서 2위의 인구를 가지는 도시가 되었다. 또 조난 지구, 우쓰쿠시가오카 지구 등 개발 중인 뉴타운도 있어 앞으로도 인구 증가가 예상되는 도시이다.
도치기현 남부의 중심 도시인 동시에 도호쿠 신칸센, 우쓰노미야선, 료모선, 미토선을 통해 도쿄 방면에서 료모, 유키로의 관문이 되고 있다. 주변의 3개 시와 함께 오야마 도시권을 형성하고 있고 그 중심 도시이다.

## 지리
중앙부에는 와타라세강의 지류인 오모이가와강이 흐르고 시 서단에는 우즈마강, 동단에는 다가와강, 한층 더 동쪽에는 기누강이 흐른다. 또 다가와강 서쪽에는 요시다 용수가 흘러 부근의 논을 적시고 있다. 서부의 오모이가와강 유역, 동부의 요시다 용수, 다가와강, 기누강 유역은 논지대가 되어 있고 그 사이의 대지부는 밭농사 지대 및 주택지, 상업지, 공업단지가 되어 있다. 도호쿠 신칸센, 우쓰노미야선, 료모선 및 미토선이 동서남북으로 지나고 중앙부에는 남북으로 국도 4호선, 동서로 국도 50호선, 동부에는 신국도 4호선이 지나며 농업 집산지이자 "내륙 공업지"로 현내 제2의 도시 지위를 유지하고 있다.또한 북부에는 뽕 지구와 명주천 지구가 있어 유키 명주를 생산하기 위한 지역적 분업이 이루어지고 있는 것도 유명하다. 이바라키현 유키시와의 관계가 깊고 이전에는 현재의 유키시 부근과 함께 시모사국의 일부를 이루기도 했다.

## 역사
과거 오야마 숙소는 우쓰노미야번에 속했고 폐번치현 후에는 우쓰노미야현에 속했다. 1873년에 우쓰노미야현이 폐지됨에 따라 도치기현 관할이 되었다.
- 1889년 4월 1일 - 시정촌제 시행으로 시모쓰가군 오야마정이 탄생하였다.
- 1954년 3월 31일 - 시모쓰가군 오야마정과 오야촌이 신설, 합병해 시로 승격하였다.

## 교통

### 철도
- 동일본 여객철도
  - 도호쿠 신칸센
  - 우쓰노미야선, 쇼난 신주쿠 라인
  - 료모선
  - 미토선

### 도로
- 국도 제4호선
- 국도 제50호선
- 신국도 제4호선

## 공업
- 모리나가 제과 오야마 공장

## 인구
| 연도 | 인구    | ±%     |
| ---- | ------- | ------ |
| 1920 | 52,163  | —      |
| 1930 | 57,959  | +11.1% |
| 1940 | 60,551  | +4.5%  |
| 1950 | 82,880  | +36.9% |
| 1960 | 83,455  | +0.7%  |
| 1970 | 105,346 | +26.2% |
| 1980 | 127,226 | +20.8% |
| 1990 | 142,263 | +11.8% |
| 2000 | 155,198 | +9.1%  |
| 2010 | 164,437 | +6.0%  |

## 기후
| 오야마시의 기후                                              | 오야마시의 기후 | 오야마시의 기후 | 오야마시의 기후 | 오야마시의 기후 | 오야마시의 기후 | 오야마시의 기후 | 오야마시의 기후 | 오야마시의 기후 | 오야마시의 기후 | 오야마시의 기후 | 오야마시의 기후 | 오야마시의 기후 | 오야마시의 기후 |
| 월                                                           | 1월             | 2월             | 3월             | 4월             | 5월             | 6월             | 7월             | 8월             | 9월             | 10월            | 11월            | 12월            | 연간            |
| ------------------------------------------------------------ | --------------- | --------------- | --------------- | --------------- | --------------- | --------------- | --------------- | --------------- | --------------- | --------------- | --------------- | --------------- | --------------- |
| 역대 최고 기온 °C (°F)                                       | 18.6 (65.5)     | 23.5 (74.3)     | 26.6 (79.9)     | 31.4 (88.5)     | 34.9 (94.8)     | 38.5 (101.3)    | 38.7 (101.7)    | 38.9 (102.0)    | 36.9 (98.4)     | 33.6 (92.5)     | 24.9 (76.8)     | 25.4 (77.7)     | 38.9 (102.0)    |
| 일평균 최고 기온 °C (°F)                                     | 9.3 (48.7)      | 10.3 (50.5)     | 13.9 (57.0)     | 19.4 (66.9)     | 23.7 (74.7)     | 26.3 (79.3)     | 30.2 (86.4)     | 31.5 (88.7)     | 27.5 (81.5)     | 21.8 (71.2)     | 16.4 (61.5)     | 11.5 (52.7)     | 20.2 (68.3)     |
| 일일 평균 기온 °C (°F)                                       | 2.9 (37.2)      | 4.0 (39.2)      | 7.7 (45.9)      | 13.1 (55.6)     | 18.0 (64.4)     | 21.5 (70.7)     | 25.2 (77.4)     | 26.3 (79.3)     | 22.6 (72.7)     | 16.8 (62.2)     | 10.5 (50.9)     | 5.1 (41.2)      | 14.5 (58.1)     |
| 일평균 최저 기온 °C (°F)                                     | −2.8 (27.0)     | −1.8 (28.8)     | 1.8 (35.2)      | 7.2 (45.0)      | 12.9 (55.2)     | 17.5 (63.5)     | 21.5 (70.7)     | 22.5 (72.5)     | 18.8 (65.8)     | 12.5 (54.5)     | 5.4 (41.7)      | −0.4 (31.3)     | 9.6 (49.3)      |
| 역대 최저 기온 °C (°F)                                       | −10.8 (12.6)    | −9.7 (14.5)     | −6.9 (19.6)     | −3.2 (26.2)     | 0.5 (32.9)      | 9.0 (48.2)      | 13.1 (55.6)     | 13.9 (57.0)     | 7.1 (44.8)      | 0.1 (32.2)      | −4.4 (24.1)     | −8.3 (17.1)     | −10.8 (12.6)    |
| 평균 강수량 mm (인치)                                        | 36.2 (1.43)     | 38.8 (1.53)     | 80.4 (3.17)     | 102.2 (4.02)    | 130.6 (5.14)    | 135.1 (5.32)    | 170.3 (6.70)    | 138.4 (5.45)    | 180.5 (7.11)    | 161.7 (6.37)    | 61.9 (2.44)     | 39.7 (1.56)     | 1,275.7 (50.22) |
| 평균 강수일수 (≥ 1.0 mm)                                     | 4.1             | 5.0             | 8.7             | 9.9             | 10.9            | 12.5            | 13.4            | 9.8             | 11.3            | 10.4            | 6.3             | 4.5             | 106.8           |
| 평균 월간 일조시간                                           | 206.6           | 190.7           | 196.1           | 186.3           | 181.1           | 126.8           | 138.1           | 162.8           | 127.3           | 140.6           | 160.3           | 191.2           | 2,004.3         |
| 출처: 일본 기상청 (평년값: 1991년~2020년, 극값: 1978년~현재) |                 |                 |                 |                 |                 |                 |                 |                 |                 |                 |                 |                 |                 |

## 자매 도시
- 오스트레일리아 퀸즐랜드주 케언즈
- 중화인민공화국 랴오닝성 번시시
- 중화인민공화국 저장성 사오싱시